# Philippe Jordan

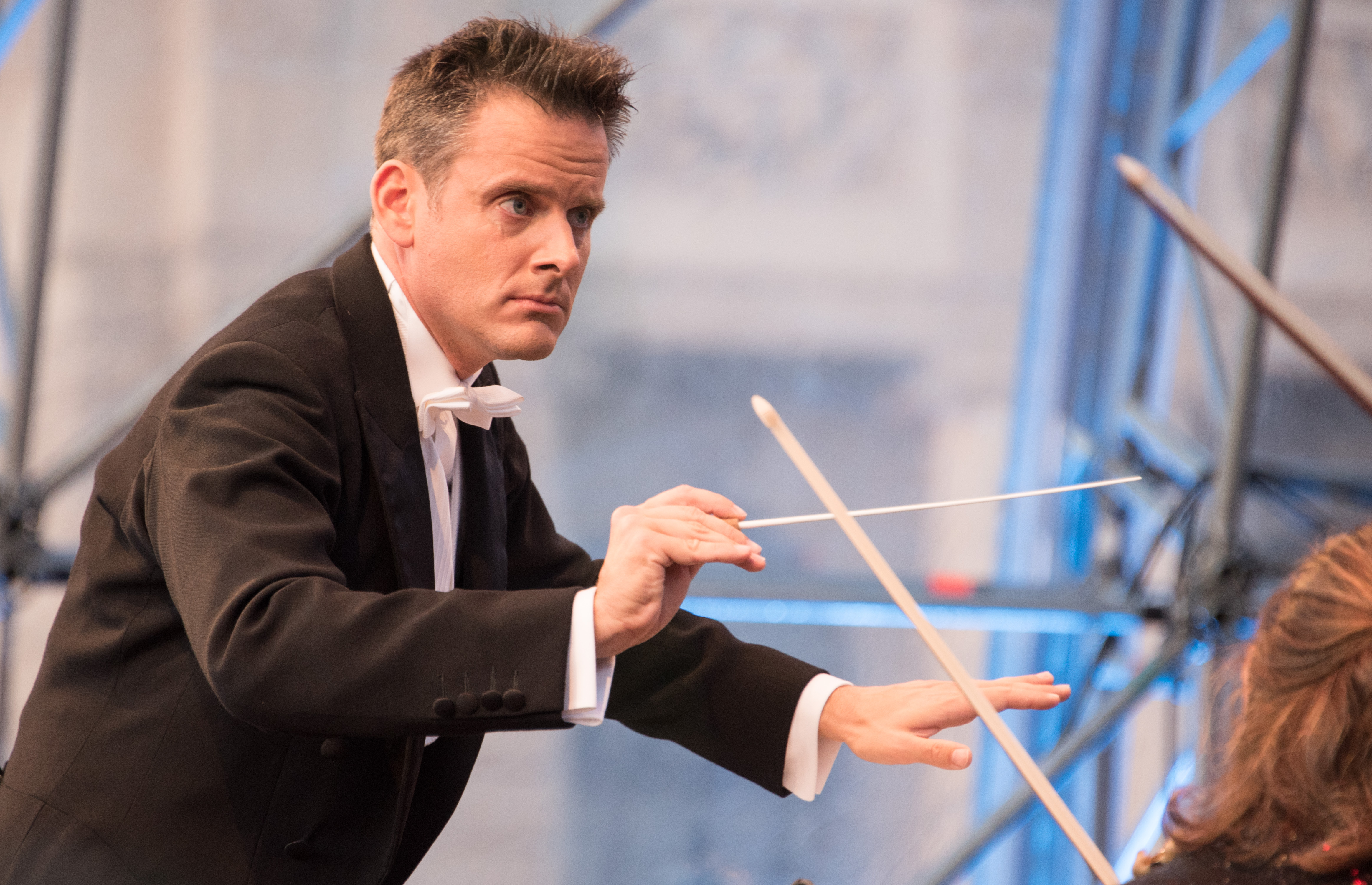
Philippe Jordan dirigiert Beethovens Neunte beim Fest der Freude, Wien, 8. Mai 2015

Philippe Jordan (* 18. Oktober 1974 in Zürich) ist ein Schweizer Dirigent.

## Leben
Jordan wurde als Sohn des Dirigenten Armin Jordan und der Tänzerin Käthe Herkner geboren, seine Schwester ist die Schauspielerin Pascale Jordan (* 1977).
Im Alter von sechs Jahren bekam er erstmals Klavierunterricht, zwei Jahre später wurde er Mitglied der Zürcher Sängerknaben. Mit 11 begann er, auch Violine zu spielen, um dann mit 16 ein Studium der Klavierpädagogik aufzunehmen, das er mit Erfolg abschloss. Dann studierte er an der Zürcher Musikhochschule Musiktheorie und Komposition bei dem Schweizer Komponisten Hans Ulrich Lehmann und setzte seine Klavierstudien bei Karl Engel fort.
Nach dem Studium trat Jordan eine Stelle als Assistent von Jeffrey Tate in Aix-en-Provence sowie am Théâtre du Châtelet in Paris bei Richard Wagners Der Ring des Nibelungen an. 1994–1998 trat Philippe Jordan sein erstes festes Engagement im Philharmonischen Orchester am Theater Ulm an, zunächst als Korrepetitor und Assistent des Chefdirigenten James Allen Gähres, ab 1996 als erster Kapellmeister. Die endgültige Anerkennung als Dirigent von Weltruf gelang ihm durch sein Engagement an die Staatsoper Unter den Linden Berlin, wo er unter anderem als Assistent von Daniel Barenboim tätig war (1998 bis 2002).
Ab der Spielzeit 2001/02 war er Chefdirigent des Grazer Philharmonischen Orchesters und des Grazer Opernhauses. Hier leitete er unter anderem vielbeachtete Produktionen von Eugen Onegin (Peter Iljitsch Tschaikowskij), Don Carlos (Giuseppe Verdi), Parsifal (Richard Wagner), Ariadne auf Naxos (Richard Strauss) und Otello (Giuseppe Verdi). Wegen Unstimmigkeiten mit der Opernintendanz und den politisch Verantwortlichen verliess er Graz im Sommer 2004.
Von der Spielzeit 2009/10 bis 2020/21 war er musikalischer Direktor der Opéra National de Paris. Zudem übernahm er ab der Spielzeit 2006/07 den Posten des Ersten Gastdirigenten an der Berliner Staatsoper Unter den Linden. In Paris dirigierte er zahlreiche Premieren und Wiederaufnahmen, u. a. Moses und Aron, La damnation de Faust, Samson et Dalila, Lohengrin, Les Troyens, Don Giovanni, Fürst Igor sowie einen szenischen und später auch einen konzertanten Ring des Nibelungen. Als musikalischer Direktor der Pariser Oper gab er am 3. Juli 2021 sein letztes Konzert. 
In Wien war Philippe Jordan zwischen 2014 und 2021 Chefdirigent der Wiener Symphoniker. 
Mit diesem Orchester führte er u. a. die Zyklen der Beethoven, Schubert- und Brahms-Symphonien sowie die späten Symphonien von Bruckner auf.
Seit der Spielzeit 2020/21 ist Philippe Jordan Musikdirektor der Wiener Staatsoper. 
Hier leitete er die Neuproduktionen von Madama Butterfly, Parsifal, Don Giovanni, Wozzeck, Macbeth, Tristan und Isolde, Die Meistersinger von Nürnberg, Salome und Le nozze di Figaro. 2022 wurde bekannt, dass sein Vertrag als Musikdirektor der Wiener Staatsoper im Jahr 2025 nicht mehr verlängert wird.
Im November 2024 wurde Philippe Jordan zum neuen Chefdirigenten des Orchestre National de France ab 2027 ernannt.

## Weitere Engagements
Neben seinen fixen Engagements gab und gibt Jordan Gastspiele an wichtigen Opernhäusern und nimmt an Festspielen teil, unter anderem:
- Semperoper Dresden (Tosca)
- Wiener Staatsoper (Die lustige Witwe)
- Covent Garden (Samson et Dalila)
- Bayerische Staatsoper (Parsifal)
- Salzburger Festspiele (Così fan tutte, 2004), (Rienzi, 2013), (Macbeth, 2023)[10]
- Opéra Bastille Paris (Ariadne auf Naxos)
- Staatsoper Berlin (Henze: Elegie für junge Liebende)
- Wiener Staatsoper (Werther, 2005)
- Metropolitan Opera New York (Carmen)
- Zürcher Festspiele (Janáček: Věc Makropulos, 2006)
- Burgtheater (Mozart: Die Entführung aus dem Serail, 2006)
- Opernhaus Zürich (Busoni: Doktor Faust, 2006)
- Osterklang Wien, Musikverein (Brahms: Ein deutsches Requiem, 2007; Beethoven: Christus am Ölberge, 2012)
- Staatsoper Berlin (La clemenza di Tito, 2007)
- Pacific Music Festival Sapporo, Japan (Herbert Willi: Ego eimi, 2007, asiatische Erstaufführung)
- Covent Garden (Salome, 2007)
- Wiener Staatsoper (Capriccio, 2008)
- Opernhaus Zürich (Der Ring des Nibelungen, 2008)
- Baden-Baden Festspiele (Tannhäuser, 2008)
- Opéra Bastille Paris (Der Ring des Nibelungen, ab 2010)
- Opernhaus Zürich (Die Meistersinger von Nürnberg, 2010)
- Bayreuther Festspiele (Parsifal, 2012)
- Bayreuther Festspiele (Die Meistersinger von Nürnberg, 2017)

Zusätzlich ist Philippe Jordan immer wieder als Dirigent von Orchesterkonzerten sowie kammermusikalisch als Pianist tätig. Auf dem Konzertpodium dirigierte er bedeutende internationale Orchester wie die Wiener und Berliner Philharmoniker, das Concertgebouw Orchester Amsterdam und die grossen oder Symphonieorchester von New York, Paris, London, München, Boston, Chicago, Los Angeles und Tel Aviv.

## TV- und Filmproduktionen

### Konzertaufzeichnungen
- Philippe Jordan dirigiert die Wiener Symphoniker, Carinthischer Sommer 2015, Congress Center Villach. 6. September 2015, ORF.
- Philippe Jordan dirigiert die Wiener Symphoniker, Großer Musikvereinssaal, Wien. 18. Oktober 2015, ORF.
- Philippe Jordan – Beethoven: Complete Symphonies, Live-Mitschnitt aus der Opéra Bastille und Palais Garnier, Paris, 2014–2015, Orchestre de l’Opéra national de Paris, Co-Produktion der Opéra national de Paris und Telmondis in Zusammenarbeit mit ARTE France, M Media/ClassicAll TV. (Arthaus Musik)
- Philippe Jordan dirigiert die Wiener Symphoniker, Wiener Konzerthaus, Wien. 15. April 2017, ORF, 3Sat, ARTE

### Produktionen über Jordan
- Wagnerwahn, ein Film von Ralf Pleger im Rahmen der Reihe Die Kulturakte. 29. Mai 2013, WDR.
- Philippe Jordan – Zum Dirigieren geboren, Dokumentarfilm von Reiner E. Moritz. (Arthaus Musik)

## Auszeichnungen
- 2022 Österreichischer Musiktheaterpreis in der Kategorie Beste musikalische Leitung für die gesamte Saison an der Wiener Staatsoper[12][13]